# Domarring Munkakyrkan

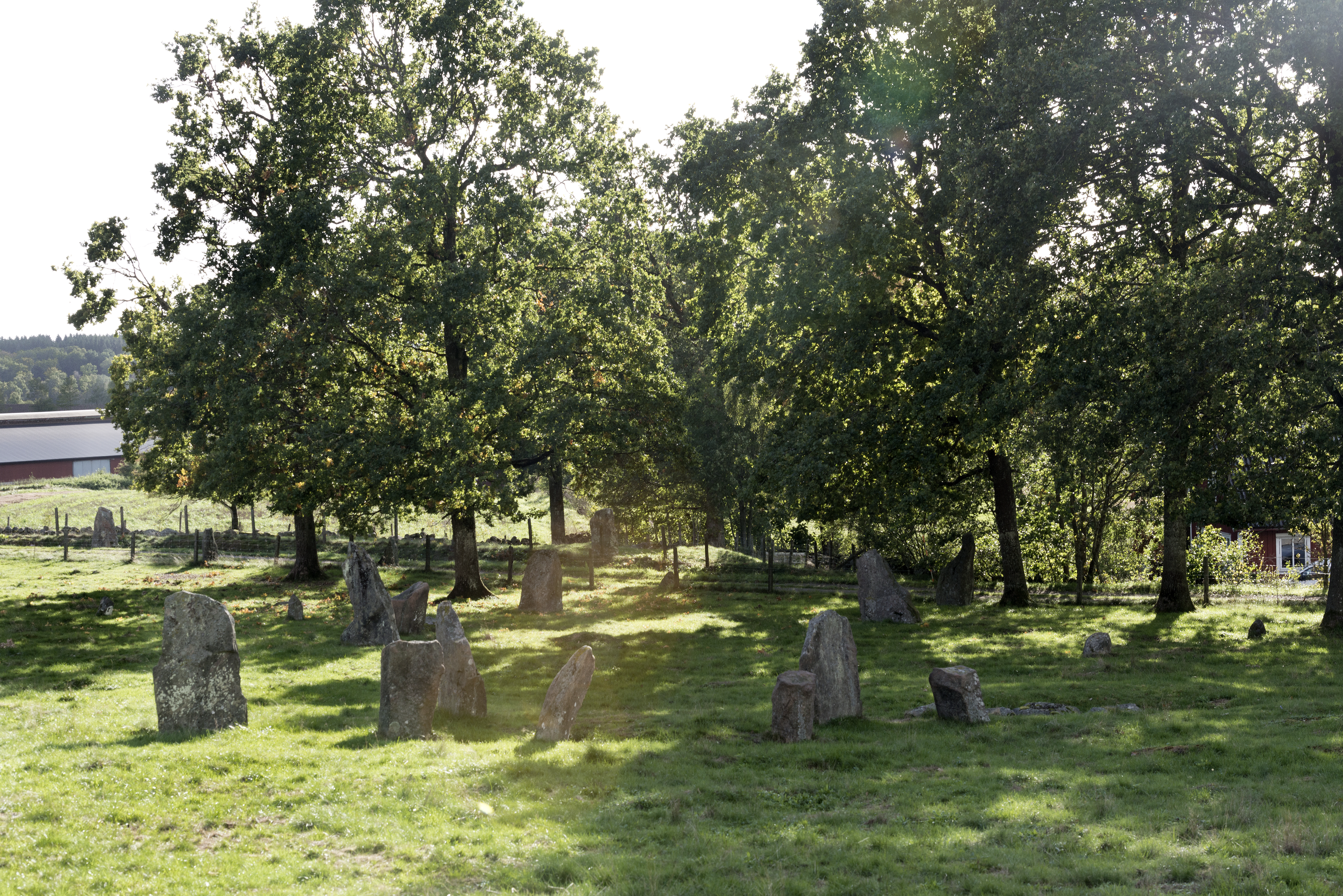
Richterring Mönchskirche

Der Domarring Munkakyrkan (deutsch Richterring Mönchskirche; RAÄ-Nr. Årstad 57:1) ist ein ovaler Steinkreis am Hebergsvägen bei Årstad in Halland in Schweden. Es gibt eine beinahe gleichnamige, natürliche Steinformation als etwa 12 m tiefe Höhle Munkkyrkan bei Yttre Kuseröd in Grebbestad in Bohuslän.
Der Domarring ist ein Steinoval von 25 × 13 m bestehend aus 29 zumeist runden Steinen, deren Anzahl ansonsten meist bei 7 oder 9 liegt. In fünf Steine wurden Schälchen eingetieft.
Domarringe sind prähistorische Gräber. Untersuchungen haben ergeben, dass die Steinkreise seit der vorrömischen Eisenzeit (500 v. Chr.) vermutlich bis in die Wikingerzeit (800–1100 n. Chr.) errichtet wurden. Sie enthalten zumeist ein oder mehrere einfache Brandgräber (oder Brandgruben). Einige können eine Funktion in Verbindung mit dem Rechtswesen gehabt haben, worauf der Name verweist.